# Gymnasium Saarburg
Das Gymnasium Saarburg in Saarburg ist eines der drei Gymnasien in der Trägerschaft des Landkreises Trier-Saarburg.

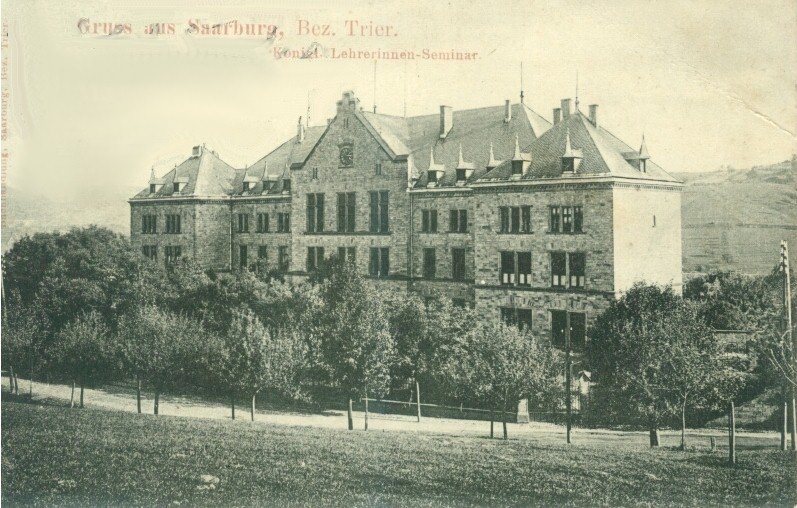
Königliches Lehrerinnenseminar in Saarburg (heutiges Gymnasium) kurz nach Fertigstellung

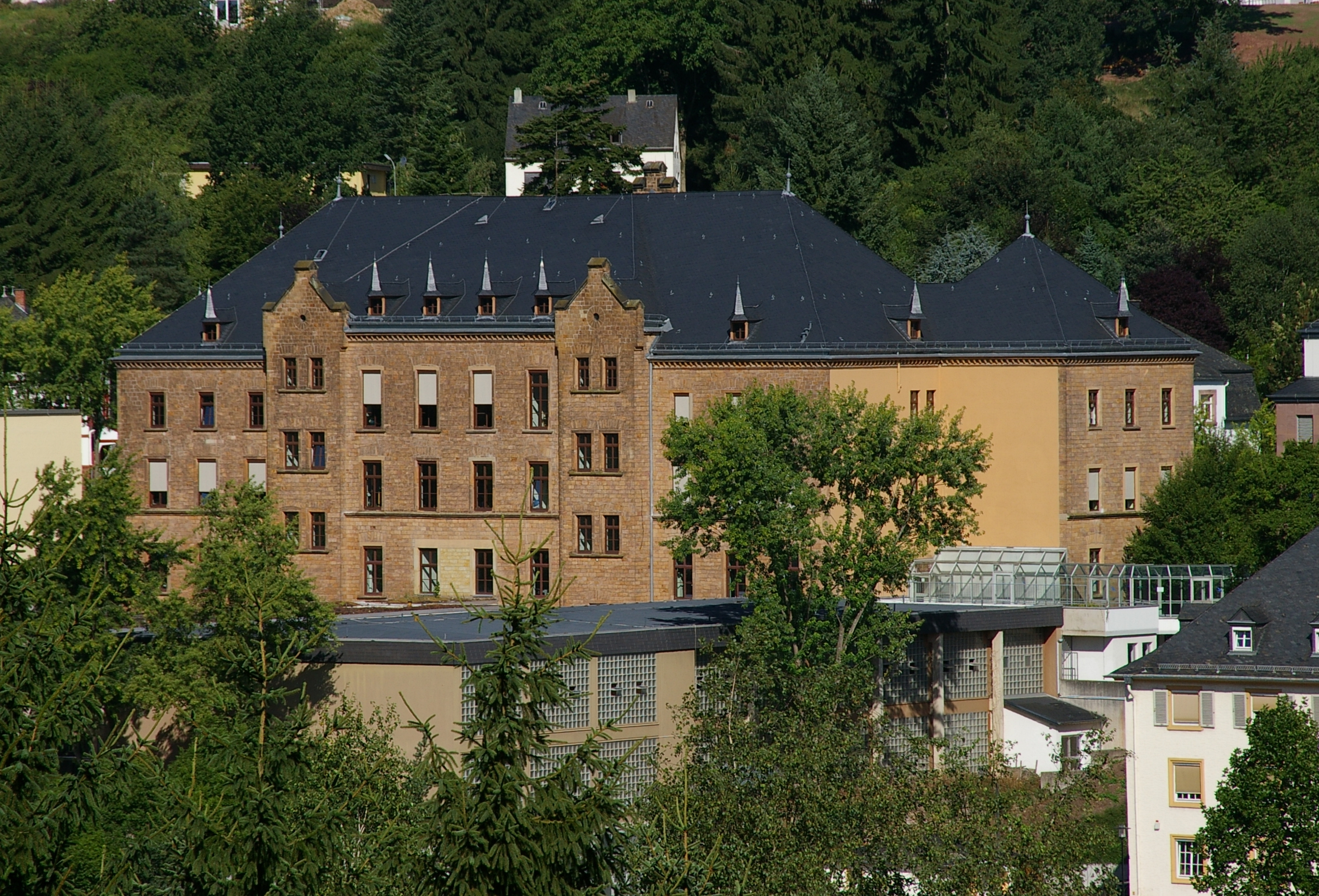
Gymnasium Saarburg (aktuelle Rückansicht)

## Geschichte
Nach Beendigung des preußischen Kulturkampfes und mit Beginn der neu konzipierten staatlichen Lehrerinnenausbildung wurden am 28. Februar 1887 Internat und Unterrichtsgebäude für das Königlich-preußische Lehrerinnenseminar bezogen. Es war eines der ersten in der damaligen Rheinprovinz und erwarb sich über die Grenzen hinweg einen guten Ruf.
1923 wurde aus dem Seminar ein Aufbaugymnasium für Mädchen, die in die 8. Klasse aufgenommen und zum Abitur geführt wurden. Seit 1936 ist das Gymnasium Saarburg Vollzeitschule – auch für Jungen – ab der Klassenstufe 5. Der Fächerkanon und die Lerninhalte orientieren sich am wirtschaftlich-technischen Fortschritt sowie den gesellschaftlich-politischen Veränderungen.
Von 2009 bis 2013 wurde die Schule umgebaut, es stehen seitdem neun zusätzliche Klassenräume sowie eine Mensa zur Verfügung, des Weiteren wurde der Schulhof umgestaltet und die Sporthallen saniert. Aktuell wird über die Sanierung des naturwissenschaftlichen Traktes diskutiert.

## Heutiges Schulbild
Bis 1988 wurde nur Englisch als erste Fremdsprache angeboten. Durch den kontinuierlichen Schülerzuwachs und die Nähe zu Luxemburg, Frankreich und Belgien hat die Schule heute drei differenzierte Sprachzüge. Durch die vorgezogene zweite Fremdsprache kann das Latinum bereits am Ende der Sekundarstufe I erworben werden; Spanisch als dritte Fremdsprache kann in der Oberstufe weitergeführt werden.
Im naturwissenschaftlichen Bereich wurden folgende Schwerpunkte gebildet: ITG in der Jahrgangsstufe 6, MINT (Mathematik, Informatik, Naturwissenschaften, Technik) fächerübergreifend in den Jahrgangsstufen 9 und 10.
Das Sozial- und Lernverhalten der Schüler wird in den 5. Klassen im Rahmen des ProPP-Projektes, teilweise im Teamteaching-Verfahren, verstärkt eingeübt. Dieses Projekt findet in der 7. und 8. Klassenstufe modifiziert als PiT-Projekt mit den Schwerpunkten Sucht- und Gewaltprävention seine Fortsetzung.
Die Schule unterstützt und fördert die Teilnahme interessierter und begabter Schüler an Wettbewerben. Die Resultate der Teilnehmer waren in den letzten Jahren überdurchschnittlich gut.
Die Begabtenförderung wird als wichtige Aufgabe der Schule angesehen. Daneben haben alle Schüler die Möglichkeit, entsprechend ihrer Begabung und ihren Interessen in verschiedenen AGs mitzuarbeiten und dabei weitere methodische und soziale Kompetenzen zu erwerben. Förderunterricht wird in der Orientierungsstufe vor allem solchen Schülern angeboten, die Übergangsschwierigkeiten beim Wechsel von der Grundschule zum Gymnasium zeigen und einer individuellen Hinführung zur Arbeitsweise am Gymnasium bedürfen.
Die Öffnung von Schule durch Einbindung von außerschulischen Experten in den Unterricht ist gängige Praxis. Die zahlreichen gut funktionierenden Schulpartnerschaften, Schüleraustauschprogramme, Teilnahme am COMENIUS-Projekt und Studienfahrten verstehen sich auch als Bemühen um Toleranz und als Förderung des Zusammenlebens in Europa.

## Arbeitsgemeinschaften in Halbtagesbereich
Im Halbtagesbereich bietet die Schule folgende Arbeitsgemeinschaften an:
- Abi-Komitee
- Bibliothek
- English Drama (9–13)
- Fairtrade
- Fußball
- Imker
- Israel
- Jugend forscht
- Medienscouts
- Leseabenteuer
- Schülervertretung
- Schülerzeitung VIP
- Taizé
- Schulchor (8–13)
- Robotik
- Rudern
- Schulband
- Schul-Website
- Video und Schulfernsehen
- Jugend debattiert
- Rope Skipping
- Orchester
- Streichorchester
- Chor-Kids
- Bundeswettbewerb Fremdsprachen
- Change.it
- Integration – Vielfalt und Toleranz
- Jugend forscht – Leben auf kleinem Fuß
- Lernförderung
- Mnemotechnik – einfach alles merken!
- Schülerlabor Chemie
- Schulsanitätsdienst
- Weihnachtsprojekt

## Arbeitsgemeinschaften in Ganztagsbereich
Im Ganztagsbereich bietet die Schule folgende Arbeitsgemeinschaften an:
- Aufbauchor
- Bibliothek- und Lesescouts
- Boomwhacker
- Change.it (upcycling)
- Fußball
- Gesellschaftsspiele
- Hip-Hop
- Jonglieren und noch mehr Zirkus
- kleine Ballspiele
- Orchester
- Schulchor
- Schülerlabor Chemie
- Schulgarten
- Theater für Klasse 5–8
- Umwelt
- Schach

## Bekannte Ehemalige
- Maria Croon (1881–1983), Heimatdichterin
- Albert Berg-Winters (* 1943), Politiker (CDU), ehemaliger Landrat des Landkreises Mayen-Koblenz
- Günther Schartz (* 1962), Politiker (CDU), ehemaliger Landrat des Landkreises Trier-Saarburg
- Stefan Thielen (* 1977), Politiker (CDU), MdL
- Else Fichter (1927–2015), Lehrerin und Umweltaktivistin
- Bernhard Rosenkränzer (* 1977), Softwareentwickler
- Alice Vadrot (* 1985),  Professur für Internationale Beziehungen und Umwelt, Universität Wien, Abitur 2005[6][7][8]
- Jeanne Dillschneider (* 1995), Politikerin (Bündnis 90/Die Grünen), MdB